# George van Beieren (1880-1943)
George Frans Jozef Leopold van Beieren (München, 2 april 1880 - Rome, 31 mei 1943) was de zoon van de Beierse prins Leopold en diens vrouw Gisela van Oostenrijk, die zelf een dochter was van keizer Frans Jozef I en keizerin Elizabeth (Sisi).
Hij trouwde op 10 februari 1912 met de Oostenrijkse aartshertogin Isabella. Dat huwelijk werd al na een jaar ontbonden omdat het, naar de regels van de Rooms-Katholieke Kerk, niet geconsummeerd was.
George zelf werd op 19 maart 1921 tot priester gewijd. Hij vervulde vervolgens functies binnen de Romeinse Curie. Paus Pius XII benoemde hem ook nog tot plebaan van de Sint Pieter.
George werd begraven op de Campo Santo dei Teutonici e dei Fiamminghi in Rome.
- Gemeinsame Normdatei: 137034784
- International Standard Name Identifier: 0000 0000 5639 1144
- Virtual International Authority File: 81281170